# HN Pegasi
HN Pegasi eller HD 206860 är en dubbelstjärna belägen i den mellersta delen av stjärnbilden Pegasus. Den har en högsta skenbar magnitud av ca 5,92 och är svagt synlig för blotta ögat där ljusföroreningar ej förekommer. Baserat på parallax enligt Gaia Data Release 3 på ca 55,15 mas, beräknas den befinna sig på ett avstånd på ca 55 ljusår (18 parsek) från solen. Den rör sig närmare solen med en heliocentrisk radialhastighet på ca -17 km/s. Stjärnan tillhör troligen i Vintergatans tunna skiva och ingår i den närliggande Hercules-Lyra-föreningen av stjärnor med gemensam egenrörelse genom rymden.

## Egenskaper
Primärstjärnan HN Apodis A är en solliknande gul till vit stjärna i huvudserien av spektralklass G0 V CH-0.5. Den har en massa som är lika med ca 1,09 solmassa, en radie som är ca 1,0 solradie och utsänder energi från dess fotosfär motsvarande ca 1,09 gånger solen vid en effektiv temperatur av ca 6 000 K.
Stjärnans magnetfält på ytan har en komplex och variabel geometri. Den är en BY Draconis-variabel med en aktiv kromosfär, vilket betyder att det sker en rotationsmodulering av dess ljusstyrka på grund av stjärnfläckar. Ungefär som hos solen genomgår stjärnfläckaktiviteten en periodisk cykel av maxima och minima som varar ungefär 5,5 ± 0,3 år. Dess skenbara magnitud varierar mellan ett maximum av 5,92 och ett minimum av 5,95 med en period av 24,9 dygn. Rotationstiden är dock i genomsnitt 4,84 dygn. Stjärnan visar ett rotationsmönster motsatt mot solens, där rotationshastigheten stadigt ökar under varje cykel innan den sjunker tillbaka till det ursprungliga värdet vid början av en ny cykel. Stjärnan har emission av infraröd strålning som tyder på att den har en omkretsande stoftskiva.

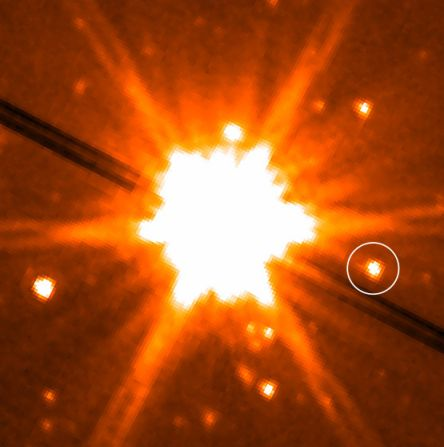
HN Pegasi B (inringad)

År 2007 tillkännagavs av en brun dvärg som följeslagare, HN Pegasi B, med en vinkelseparation på 43,2 bågsekunder upptäckts med hjälp av Spitzer Space Telescope, vilken visar en metanemission som är karakteristisk för dvärgar av spektraltyp T. Separationen motsvarar ett projicerat fysiskt avstånd på 795 AE, vilket är ovanligt brett för sådana bruna dvärgföljeslagare. Den uppskattade massan av objektet är 28 miljoner jupitermassor och effektiv temperatur ca 1 100 K. Baserat på dess spektrum har HN Pegasi B relativt tunna molntäcken.